# Dolichopus pallidus
Dolichopus pallidus är en tvåvingeart som beskrevs av Negrobov 1991. Dolichopus pallidus ingår i släktet Dolichopus och familjen styltflugor. Inga underarter finns listade i Catalogue of Life.